# Художня гімнастика (монета)
«Худо́жня гімна́стика» — пам'ятна монета номіналом 2 гривні, випущена Національним банком України, присвячена проведенню у Сіднеї (Австралія) XXVII літніх Олімпійських ігор 2000 року.
Монету було введено в обіг 29 червня 2000 року. Вона належить до серії «Спорт».

## Опис монети та характеристики
| Номінал грн. | Метал      | Маса, г | Діаметр, мм | Якість виготовлення | Гурт     | Тираж, штук |
| ------------ | ---------- | ------- | ----------- | ------------------- | -------- | ----------- |
| 2            | нейзильбер | 12,8    | 31,0        | звичайна            | рифлений | 50 000      |

### Аверс
На аверсі монети на тлі розгорнутого полотнища, яке перетинає стрічка із зображеннями видів спорту, розміщено Державний герб України та написи: «УКРАЇНА», «2», «ГРИВНІ», «2000».

### Реверс

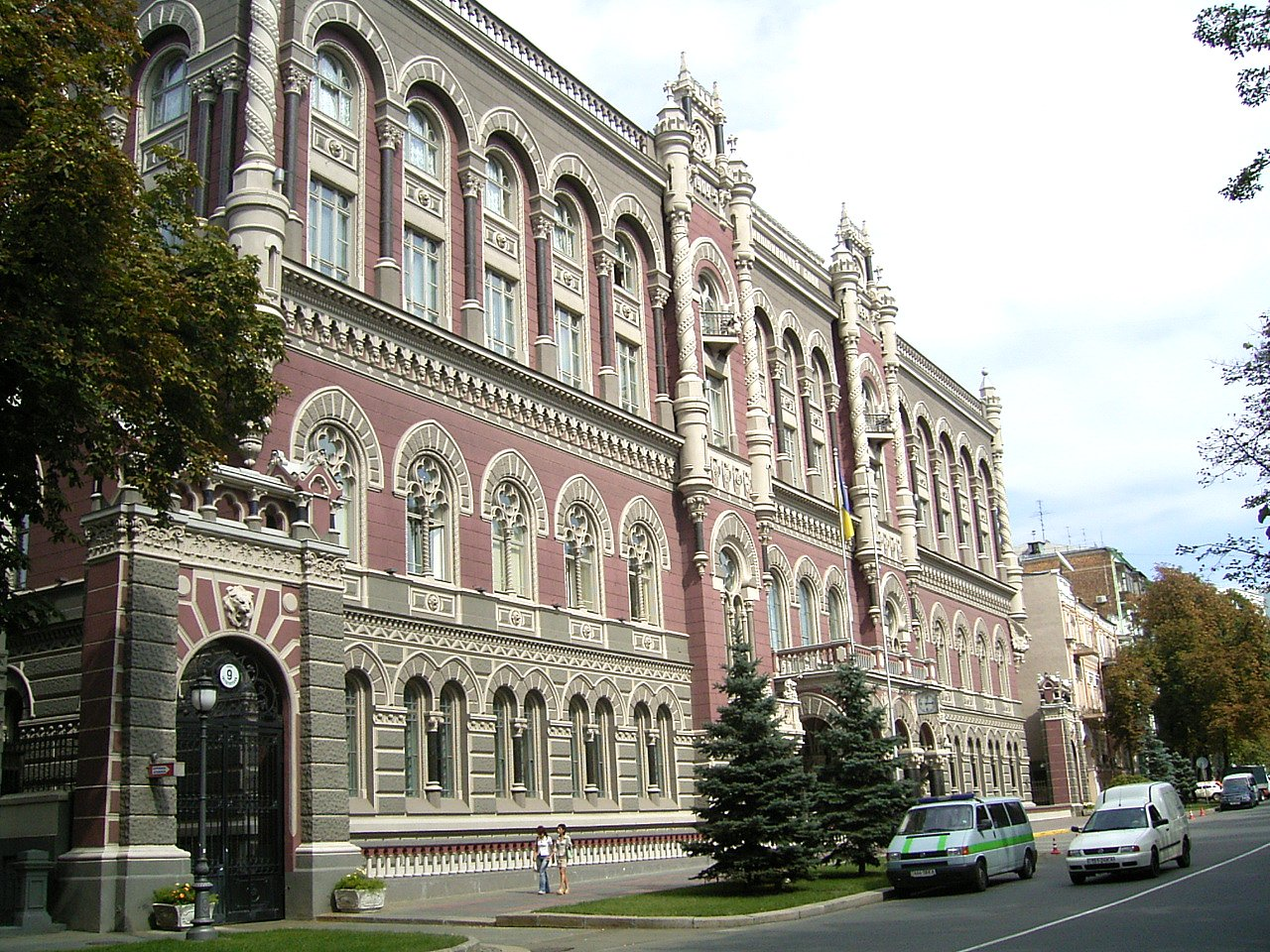
Будівля Національного банку України

На реверсі монети розміщено зображення гімнастки із стрічкою та написи: «XXVII», «ЛІТНІ», «ОЛІМПІЙСЬКІ», «ІГРИ» і «СІДНЕЙ 2000».

## Автори
- Художники: Козаченко Віталій, Таран Володимир, Харук Олександр, Харук Сергій.
- Скульптор — Атаманчук Володимир.

## Вартість монети
Під час введення монети в обіг у 2000 році, Національний банк України реалізовував монету через свої філії за ціною 2 гривні.
Фактична приблизна вартість монети, з роками змінювалася так:
| Рік        | 2010 | 2011 | 2012 | 2013 | 2014 | 2015 | 2016 | 2017 | 2018 | 2019 | 2020 | 2021 | 2022 | 2023 | 2024 | 2025 |
| ---------- | ---- | ---- | ---- | ---- | ---- | ---- | ---- | ---- | ---- | ---- | ---- | ---- | ---- | ---- | ---- | ---- |
| Ціна, грн. | 40   | 85   | 100  | 100  | 100  | 150  | 165  | 190  | 190  | 190  | 180  | 180  | 180  | 270  | 370  | 370  |